# Nicolas Hénin
Pour les articles homonymes, voir Henin.
Nicolas Hénin, né le 7 novembre 1975 au Mans, est un journaliste français de presse écrite, radio et télévision. Spécialiste du Moyen-Orient, il a notamment couvert la guerre d'Irak et la guerre civile syrienne. 
Enlevé par l'État islamique le 22 juin 2013 et retenu otage avec trois autres Français, il est libéré le 18 avril 2014. De retour en France, il s'engage dans la prévention du terrorisme et de la radicalisation et milite contre l'incitation à la haine. Il participe à l'identification d'anciens membres de l’État islamique et témoigne au procès d'anciens tortionnaires, dont deux seront condamnés en 2022.
Il est auditeur de la  69e session nationale « politique de défense » de l’Institut des hautes études de Défense nationale (IHEDN), et membre du groupe d'experts du RAN (Radicalisation Awareness Network) de la Commission européenne, du réseau FrancoPrev de l'Organisation internationale de la Francophonie et membre de la chaire Unesco-Prev en prévention de la radicalisation et de l'extrémisme violent, implantée à l'Université de Sherbrooke, à Concordia University et à l'Université du Québec à Montréal.

## Biographie

### Famille
Nicolas Hénin est le fils de l'universitaire Pierre-Yves Hénin et le petit-fils de l'ingénieur agronome Stéphane Hénin.
- Stéphane Hénin (1910-2003), agronome et pédologue. De son mariage en janvier 1934 avec Huguette de Saint-Genys (1904-1995), naissent quatre enfants[4],[5] :
  - Patrick Hénin, général de brigade aérienne. De son mariage avec Bibiane Malcor Deydier de Pierrefeu, naissent trois enfants[5].
  - Christian Hénin. De son mariage avec Anne Triniac, naissent quatre filles[5].
  - Jean-François Hénin (1944), homme d'affaires français. De son mariage avec Michèle Morel, naissent quatre enfants[4].
  - Pierre-Yves Hénin (1946), économiste et historien français. De son mariage avec Martine Auclair, naissent quatre enfants[6],[5], dont :
    - Nicolas Hénin (1975[5]), journaliste français.

### Formation
Après des études secondaires au lycée Henri-IV où enseignait sa mère, et en classe préparatoire au lycée Fénelon, il obtient à l’université Paris-1 Panthéon-Sorbonne une licence de géographie et une maîtrise d’histoire. Suivant des cours de langue arabe, il se spécialise très tôt sur le Moyen-Orient, avec un mémoire de maîtrise en histoire des relations internationales sur le sujet suivant : « Les relations interarabes de l’Égypte et la paix séparée avec Israël : novembre 1977 », mémoire préparé lors d’un semestre de recherche au Caire, au CEDEJ (Centre d'études et de documentation économiques et juridiques). Ce contact initial avec le Proche-Orient est l’occasion de premières contributions, dont des reportages sur le conflit soudanais dans Jeune Afrique (1997) et un reportage photographique, publié dans le mensuel Arabies sur « le Yémen, un pays en armes » en novembre 1999. À son retour, il est admis à l'Institut pratique du journalisme (IPJ) dont il sort diplômé de la promotion 1999.
En 2017, il devient auditeur de la 69e session nationale « politique de défense » de l’Institut des hautes études de Défense nationale (IHEDN).

### Journalisme au Moyen-Orient
Nicolas Hénin travaille d’abord à l’agence de presse Infomedia, dont il démissionne en novembre 2002 pour rejoindre l’Irak comme pigiste indépendant. Il couvre les mois d’avant-guerre puis l’intégralité de la période du conflit ouvert, notamment pour Radio France. Il couvre les suites du conflit, d’abord de Bagdad où il séjourne jusqu’à septembre 2004, puis d’Amman, où il se replie alors à la demande de la direction de Radio France, à la suite de l'enlèvement de Christian Chesnot et Georges Malbrunot. Il couvre longtemps l'Afrique et le Moyen-Orient pour plusieurs médias francophones, que ce soit en écrit, en radio ou en télévision, dont Le Point, Arte, Radio France, RTBF, RTS, Radio Canada, Marianne et L'Hebdo de Lausanne.
Comme chef opérateur images et collaborateur à l’enquête, il contribue au film documentaire « Tonnerre roulant sur Bagdad » réalisé par Jean-Pierre Krief et diffusé sur Arte à l’occasion du dixième anniversaire du déclenchement du conflit.
Il effectue divers reportages sur d’autres crises ou conflits du monde arabe, dont le Soudan, la Somalie et le Yémen, tant comme correspondant de l’hebdomadaire Le Point que pour des reportages télévisés, habituellement produits par l’agence Solas Films et diffusés sur Arte ou d’autres télévisions francophones. Depuis le déclenchement des mouvements dits du « printemps arabe », Nicolas Hénin couvre les événements d’Égypte, de Libye, du Yémen puis de Syrie où il se rend à cinq reprises de 2011 à juin 2013.
Nicolas Hénin est plusieurs fois nommé au Prix Bayeux-Calvados des correspondants de guerre en radio (2004 et 2011), en reportage télévisé (2008) et en presse écrite (2013).

### Enlèvement et détention par l'État islamique
Le 22 juin 2013, Nicolas Hénin est enlevé à Raqqa par l'État islamique en Irak et au Levant. Le photographe Pierre Torrès est également enlevé le même jour. Tenue secrète à la demande des familles, la détention de Nicolas Hénin et Pierre Torrès est rendue publique par le Premier ministre Jean-Marc Ayrault le 9 octobre 2013. Les autorités françaises font état de preuves de vie recueillies en août et en octobre 2013.
Lors de sa captivité, Nicolas Hénin côtoie d'autres otages, notamment le journaliste américain James Foley et l'humanitaire américaine Kayla Mueller.
Diverses actions de soutien et de mobilisation, coordonnées en particulier par le comité « Otages en Syrie », sont régulièrement menées pour la libération de Nicolas Hénin et de Pierre Torrès, ainsi que celle de Didier François et Édouard Elias, enlevés le 6 juin. À titre symbolique, l’Institut pratique du journalisme (IPJ) fait de Nicolas Hénin le parrain de sa 34e promotion. Les quatre otages sont libérés le 18 avril 2014. Peu d'informations sont rendues publiques sur les conditions de sa captivité. Il révèle toutefois qu'il s'est évadé « trois jours après son enlèvement le 22 juin 2013 et a été repris par ses ravisseurs au bout d'une nuit de fuite ».
Selon l'hebdomadaire allemand Focus, la France a dû verser 18 millions de dollars (environ 13 millions d'euros) pour la libération des quatre journalistes,.

#### Témoignage devant la justice
Nicolas Hénin témoigne au procès de l'un de ses anciens geôliers et tortionnaires présumés, Shafee el-Sheikh (Alexanda Kotey, l'un de ses complices, n'assiste pas au procès car il a plaidé coupable). Les membres de la cellule terroriste surnommés les Beatles, dont faisaient partie El-Shaikh et Kotey, sont également soupçonnés d'avoir enlevé, gardé en captivité et assassiné 27 otages. Shafee El-Sheik et Alexanda Kotey sont jugés par les États-Unis en 2021 et 2022 pour les assassinats de quatre ressortissants américains : les journalistes James Foley  et Steven Sotloff, et les travailleurs humanitaires Kayla Mueller et Peter Kassig. La justice française, quant à elle, ne peut faire comparaître un autre suspect, Guillaume Kapo, car le gouvernement français, malgré le mandat d'arrêt à son encontre, refuse son rapatriement.
Le 10 février 2025, une semaine avant l'ouverture du procès français de ses ravisseurs, Nicolas Hénin publie dans Le Monde une tribune "Lettre à mes ravisseurs : « Ma vengeance ultime est que le tribunal vous accorde tous les droits que vous m'avez reniés »" où il expose sa résilience et celle de la société française au terrorisme en écartant tout discours de vengeance et de haine,.

### Travail sur le djihadisme
En septembre 2014, consécutivement aux révélations du journal Le Monde, Nicolas Hénin indentifie le suspect de la tuerie du Musée juif de Belgique, Mehdi Nemmouche, comme l'un de ses geôliers en Syrie, il prévient la DGSI et confirme qu'il a été « maltraité » par celui-ci,,.
Il reçoit en septembre 2014 le Prix de la Fondation May Chidiac pour le courage en journalisme.
Il publie en mars 2015 Jihad Academy, un essai sur « nos erreurs face à l'État islamique », et Papa hérisson rentrera-t-il à la maison?, un conte pour enfants illustré par son compagnon de captivité Pierre Torrès. Lors d'une interview durant l'émission télévisée On n'est pas couché, il critique vivement l'attitude de Barack Obama vis-à-vis de la Syrie.
En 2018, un groupe de réfugiés syriens identifie Kais A., dit Abou Hamza al-Kimawi (« le chimiste »), 35 ans, un terroriste et artificier de l'État islamique infiltré en Allemagne et se faisant passer pour un étudiant en chimie à l'Université de Göttingen ; Abou Hamza ayant joué un rôle central dans l'enlèvement de Pierre Torrès et Nicolas Hénin en 2013, le groupe prend contact avec eux. Nicolas Hénin transmet le dossier au Parquet antiterroriste français, à la demande duquel la Police allemande arrête Abou Hamza en vue de son extradition vers la France,,.

### Travail sur les réseaux d'influence russes
En 2016, il publie La France russe, enquête sur les réseaux Poutine, dans lequel il défend l'idée que « les services de renseignement russes consacrent à la France autant de moyens que lors de la Guerre froide », que « comme du temps du Komintern, où l’Union soviétique finançait des 'partis frères', Moscou achète aujourd’hui ses soutiens », et estime que des responsables politiques comme Nicolas Sarkozy, François Fillon, Jean-Luc Mélenchon et Marine Le Pen sont « séduits » par le poutinisme. Hénin relate notamment la première entrevue entre Nicolas Sarkozy et Vladimir Poutine, où Poutine aurait brusqué et intimidé Sarkozy au point qu'il en aurait eu l'air ivre pendant la conférence de presse qui avait immédiatement suivi l'entretien, bien que tous deux soient réputés comme ne consommant pratiquement pas d'alcool,. Parmi les critiques du livre, Tigrane Yégavian juge qu'Hénin exagère le pouvoir d'influence de Moscou, selon lui modeste en regard du soft power et des réseaux américains, et qualifie de « farfelu » le passage sur l'entretien entre Poutine et Sarkozy;  Jean-David Levitte, conseiller de Sarkozy, dément également cette version et invite « ceux qui brodent des romans sur la teneur de ce tête-à-tête à lire le verbatim de cette rencontre ». Nicolas Hénin reste sur sa position, et rappelle que « les observateurs ont considéré que Nicolas Sarkozy avait été le petit télégraphiste de Poutine dans cette affaire », et remarque que Jean-Daniel Levitte évite les sujets de l'état physique de Nicolas Sarkozy lors de la conférence de presse, et de son revirement stratégique en faveur de la Russie après cette rencontre,.

### Militantisme contre l'apologie du terrorisme et du racisme
Il co-fonde en 2017 avec quatre professionnels Action résilience, une association à but non lucratif, un think tank sur le contre-terrorisme et la prévention de la radicalisation ayant pour but d'informer le grand public. La structure est doublée d'une société par actions simplifiée, spécialisée dans les formations et conseils aux pouvoirs publics, aux associations de terrain (sociales, sportives, etc.) et aux entreprises privées,,,. Action résilience est dissoute en octobre 2019,[réf. souhaitée]. 
Nicolas Hénin intervient régulièrement en milieu scolaire, à la demande des enseignants, où il témoigne de son expérience dans la prévention de la radicalisation et du terrorisme,.

#### Cyberharcèlement et justice
En février 2019, Nicolas Hénin est victime d'une campagne de cyberharcèlement massive sur Twitter. Celle-ci intervient après qu'il a signalé le compte Twitter de Patrick Jardin, père d'une victime des attentats du 13 novembre à Paris, qui avait alors réclamé le 31 janvier que les djihadistes français capturés en Syrie soient fusillés au lieu d'être rapatriés et avait également appelé à la mise à mort de leurs enfants : « Alors tuons aussi leurs enfants, d’ailleurs on devrait commencer par là ». Nicolas Hénin réagit : « Merci de signaler ce compte à Twitter et Pharos. Avoir perdu son enfant dans des conditions terribles n’est pas une excuse pour déverser un tel torrent de haine ». En réaction, plusieurs comptes Twitter soutiennent Patrick Jardin et menacent Nicolas Hénin de mort, ainsi que ses enfants. Il reçoit 20 000 messages haineux en 2 à 3 jours, et porte plainte contre X. La plateforme du réseau social refuse d'abord de répondre aux requêtes de la justice, mais après un recours contre Twitter, 5 personnes, sont soupçonnées d'avoir organisé ou participé au raid en ligne, relayé notamment par des comptes d'extrême droite, dont Damien Rieu, et sont convoquées devant la justice en avril 2022. De la prison avec sursis est requise contre les cinq internautes, qui plaident ne pas avoir eu « conscience du harcèlement en cours ». Ils sont condamnés à deux ans d’inéligibilité avec, pour trois d’entre eux, une non-inscription au casier judiciaire, et condamnés à payer chacun 1 000 euros de dommages et intérêts et 800 euros de frais de justice à Nicolas Hénin,,,,,.

## Distinctions
- Chevalier de l’Ordre des Arts et des Lettres le 16 septembre 2019[56].
- Chevalier de l'ordre national du mérite[57]

## Prix
- 2014 : Prix de la fondation May Chidiac pour le courage en journalisme[58].
- 2015 : Grand Prix du livre des Géopolitiques de Nantes pour son essai Jihad Academy[59].

## Publications

### Ouvrages
- Jihad Academy, Paris, Éditions Fayard, coll. « Documents », 2015, 260 p.  (ISBN 978-2-213-68656-1)
- Papa Hérisson rentrera-t-il à la maison?, Flammarion, 2015 (avec Pierre Torres)
- La France russe, enquête sur les réseaux de Poutine, Éditions Fayard, 2016, 322 p.
- Haytham, une jeunesse syrienne, Dargaud, 2016 (avec Kyungeun Park)[60]
- Comprendre le terrorisme, Éditions Fayard, 2017, 280 p.

### Contribution
- Collectif, Syrie, le pays Brûlé (1970 - 2021). Le livre noir des Assad, Seuil, septembre 2022, 847 p. (ISBN 978-2-02-150233-6)